# Sandra Cervera Peris
Sandra Cervera Peris (València, 19 de juny de 1985) és una actriu valenciana coneguda pels seus treballs en televisió, sobretot per sèries com Maniàtics, Socarrats, Check-In Hotel i El secreto de Puente Viejo, on des del 23 de febrer de 2011 dona vida a Emilia Ulloa.
Ha protagonitzat sèries de televisió com Maniàtics, Socarrats, Check-In Hotel, Hospital Central i El secreto de Puente Viejo. També va ser elegida per participar en 40, El Musical. El 22 de setembre de 2012 va presentar, al costat de Boro Peiró, l'acte de Selecció de la Cort d'Honor de les falles 2013. Va començar la sèrie El secreto de Puente Viejo en 2011.

## Filmografia

### Curtmetratges
| Any       | Títol       |
| --------- | ----------- |
| 2005-2006 | A l'inrevés |
| 2005      | Theatron    |
| 2008      | Comeparedes |
| 2011      | Soliloquio  |
| 2011      | Delirium TV |
| 2012      | La Creu     |

### Televisió
| Any       | Títol                      | Cadena    | Paper                                     | Notes                    |
| --------- | -------------------------- | --------- | ----------------------------------------- | ------------------------ |
| 2006      | Cartas de Sorolla          | Canal 9   | Isabel Bastida (Mare adoptiva de Sorolla) | Telefilm                 |
| 2007-2008 | Maniàtics                  | Canal 9   | Vanessa                                   | 52 episodis              |
| 2008      | Socarrats                  | Canal 9   | Patri                                     | 122 episodis             |
| 2009      | Deslliga't                 | Canal 9   | Pat                                       | Telefilm                 |
| 2009      | Check-In Hotel             | Canal 9   | Recepcionista Xesca / Monitora            | 56 episodis              |
| 2010      | D'Unió Musical Dona Capo   | Canal 9   | Empar                                     | 1 episodi                |
| 2011      | Hospital Central           | Telecinco | Mara                                      | Capítol: Futuro incierto |
| 2011-2020 | El secreto de Puente Viejo | Antena 3  | Emilia Ulloa Samaniego de Castañeda       | 1.888 episodis           |
| 2018      | Paquita Salas              | Netflix   | Sandra Cervera                            | 1 episodi                |
| 2020      | Diumenge, paella           | À punt    | Sara Costa                                | 13 episodis              |

### Sèries Web
| Any  | Títol                  |
| ---- | ---------------------- |
| 2009 | Los Hermanos Caníbales |
| 2009 | Camera Condon          |
| 2009 | Jeriatric Park         |

## Teatre
| Any       | Títol                                  | Paper |
| --------- | -------------------------------------- | ----- |
| 2006      | Parpadeos                              |       |
| 2006      | Cachorros                              |       |
| 2009      | Confesiones de 7 mujeres pecando solas |       |
| 2009-2012 | 40, El Musical                         | Alex  |

## Altres treballs
| Any               | Títol                                                                         |
| ----------------- | ----------------------------------------------------------------------------- |
| 2007              | Espot 1: Llegir en valencià                                                   |
| 2008              | Actuació amb Manolo Chinato. Cançó: Abrazado a la tristeza                    |
| 2011              | Videoclip: Un día especial i Torre de Control                                 |
| 2011              | Anunci promoció turística de Montesa                                          |
| 2011              | Cançó Un habitant més de Pont Vell, amb Selu Nieto                            |
| 2012              | Videoclip: Tu, de Shuarma                                                     |
| 2012              | Presentadora en l'acte de Selecció de la Cort d'Honor de les falles 2013      |
| 2012-2013, 2015-? | Anuncis durant El secreto de Puente Viejo i, Lo Mónaco (matalassos) i Dentix. |
| 2013              | Movieclip: On fire                                                            |

## Premis i nominacions
| Any  | Categoria             | Esdeveniment                               | Resultat   |
| ---- | --------------------- | ------------------------------------------ | ---------- |
| 2010 | Actriu Revelació      | Premis Teatre Musical                      | Nominada   |
| 2010 | Actriu de repartiment | Premis Teatre Musical                      | Nominada   |
| 2013 | Millor actriu         | Certamen Nacional de Orcasitas CENCOR 2013 | Guanyadora |